# Пий VI
Пий VI (25 декември 1717 – 29 август 1799) е римски папа от 1775 до 1799 г.

## Биография
Пий VI e роден в Чезена като Джовани Анджело Браски (на италиански: Giovanni Angelo Braschi).

### Ранни години
След като получава научната степен „доктор по право“ Браски се мести във Ферара и става личен секретар на кардинал Руфо (ит. Ruffo), в чиято епархия Остия и Велетри заема длъжността одитор (ит. uditore) до 1753 г. Умелото му представяне при изпълнението на мисия в кралския двор на Неапол му печели уважението на папа Бенедикт XIV, който го назначава като един от своите секретари и каноник на базиликата Св. Петър. През 1758 г. той е ръкоположен за прелат, а през 1766 г. е назначен за ковчежник на апостолическата палата (лат. Camera Apostolica) от папа Климент XIII. Недоволните от неговото съвестно и спестовно управление на църковните финанси подтикват папа Климент XIV да го въздигне в кардинал-свещеник на Сан Онофрио на 26 април 1773 г. – повишение, което за известно време неутрализира влиянието му. По време на четиримесечния конклав, последвал смъртта на Климент XIV, Испания, Франция и Португалия в крайна сметка оттеглят възраженията си срещу Браски, който все пак е един от по-умерените опоненти на антийезуитската политика на предишния папа и той се възкачва на Светия престол на 15 февруари 1775 г.

### Понтификат

#### Първоначалните действия
Първоначалните му действия като папа създават очаквания за либерално управление и реформа на зле функциониращата администрация на папските държави. Той демонстрира здрав разум в благоволенията си, порицава губернатора на Рим Потенциани (ит. Potenziani) за непотушени безредици, сформира съвет от кардинали за подобряване на финансовото състояние и облекчаване на данъчното бреме, търси сметка на Николо Биски (ит. Nicolo Bischi) за разходването на средства, предназначени за закупуване на зърно, намалява годишните разходи чрез отмяната на няколко пенсии и приема система от бонуси за насърчаване на селското стопанство.

#### Компромисният кандидат
Обстоятелствата около избора му го въвличат в трудности още от самото начало на управлението му. Той получава подкрепата на министрите на католическите дворове и на антийезуитската партия при мълчаливото съгласие, че ще продължи делото на Климент XIV, с чието бреве „Dominus ac redemptor“ (1773) се обявява разпускането на Обществото на Исус. От друга страна, про-йезуитски настроените кардинали (ит. zelanti), които го смятат за тайно благосклонен към ордена, очакват от него компенсации за предполагаемите несправедливости на предшественика му. В резултат на тези усложнения, Пий е въвлечен в поредица от половинчати мерки, които са незадоволителни и за двете страни. Въпреки това, вероятно до голяма степен е негова заслугата, че орденът успява да избегне разгром в Беларус и Силезия. Само в един момент той сериозно обмисля пълното възстановяване на Обществото на Исус, а именно през 1792 г., като защита срещу революционните идеи.

#### Галиканските и фебронианските протести
Освен че е обект на недоволство поради политиката на протакане, Пий се сблъсква и с по-реални протести, свързани с ограничаването на папската власт. Йохан Николаус фон Хонтхайм (на немски: Johann Nikolaus von Hontheim), пишещ под псевдонима Febronius, който е главният немски литературен пропонент на старите Галикански идеи, е принуден (не без скандал), да се оттегли, но неговите позиции са възприети от Австрия. Там социалните и църковните реформи, предприети от Йозеф II и неговия министър Кауниц (немски Kaunitz), дотолкова застрашават върховенството на Рим, че с надеждата да ги възпре, Пий предприема изключителната мярка да посети Виена лично. Напуска Рим на 27 февруари 1782 г. и макар че е пищно посрещнат от императора, мисията му се оказва безуспешна. Няколко години по-късно обаче той успява да овладее немските архиепископи, които през 1786 г. на Събора в Емс демонстрират склонност към независимост.

#### Неаполитанското кралство
В Неапол, проблеми, изискващи известни отстъпки по отношение на феодалното подчинение, са повдигнати от министъра Танучи (ит. Tannucci). По-сериозни разногласия възникват с Леополд I и Счипионе де Ричи (ит. Scipione de' Ricci), епископ на Пистоя и Прато, по реформата в Тоскана, но Пий не намира за нужно осъди дръзките решения на Синода от Пистоя (1786) в продължение на почти осем години.

#### Френската революция
При избухването на Френската революция Пий е принуден да стане свидетел на унищожаването на старата Галиканска църква, конфискацията на папските и църковните имоти във Франция и изгарянето на чучело с неговия образ от тълпата пред Пале Роял. Убийството на републиканския агент Юго Басвий (фр. Hugo Basseville) на улицата в Рим (януари 1793) става нов повод за атаки – папският двор е обвинен в съучастие от френския Конвент и Пий се присъединява към лигата срещу Франция.

#### Детрониране и смърт
През 1796 г. Наполеон нахлува в Италия, побеждава папските войски и окупира Анкона и Лорето. Пий моли за мир и такъв е сключен в Толентино на 19 февруари 1797 г. На 28 декември същата година, при безредици, предизвикани от италиански и френски революционери, папски войници убиват генерал Леонар Дюфо в резиденцията на френския посланик Жозеф Бонапарт. Генерал Бертие (фр. Berthier) се отправя към Рим, окупира го без съпротива на 10 февруари 1798 г. и обявява Римска република, като настоява папата да се откаже от светската си власт. След отказа на Пий VI, той е пленен и на 20 февруари е ескортиран от Ватикана до Сиена, а оттам до Чертоза (ит. Certosa) близо до Флоренция. Войната, обявена от Франция на Тоскана води до неговото преместване през Парма, Пиаченца, Торино и Гренобъл до цитаделата на Валанс, където той умира шест седмици по-късно на 29 август 1799 г.

## Наследство
Името на Пий VI се свързва с множество и често непопулярни опити да се възроди великолепието на папа Лъв X (1513 – 21) чрез популяризиране на изкуството и благоустройствени проекти. Латинската фраза „Munificentia Pii VI. P. M.“ („Благодарение на щедростта на папа Пий VI“) е изсечена във всички части на града, което води до появата сред мизерстващите му поданици на такива примери за сатира, като напр. добавянето на миниатюрен хляб в ръцете на статуята Паскуин (ит. Pasquin) със същия надпис под него. Пий VI е най-известен във връзка със създаването на Ватиканския музей, започнат по негово предложение от предшественика му Климент XIV, както и с непрактичния и скъпоструващ опит за пресушаване на Понтинските блата.